# Grace Kaufman
Pour les articles homonymes, voir Kaufman.
Grace Kaufman, née le 28 avril 2002 à Los Angeles (Californie), est une actrice et comédienne de doublage américaine.

## Biographie
Née à Los Angeles en Californie, elle est la fille des acteurs David Kaufman (en). et Lisa Picotte. Son jeune frère Henry est également acteur.

### Carrière
Elle tient son premier rôle en 2009, dans la production scénique de Meet Me in St. Louis  au Carpenter Performing Arts Center (en).
De 2016 à 2020, elle tient l'un des rôles récurrents de la série télévisée Papa a un plan aux côtés de Matt LeBlanc.
En 2022, elle tient le rôle principal du drame adolescent The Sky Is Everywhere de Josephine Decker.
En 2023, elle incarne Bennet Ayres dans la série télévisée Freeform, The Watchful Eye.

## Filmographie

### Cinéma
- 2013 : Grave Secrets : une petite fille
- 2014 : Sister (en) : Niki Presser
- 2016 : Brave New Jersey : Ann Davinson
- 2017 : All Summers End (en) : une adolescente
- 2022 : Resurrection : Abbie[4]
- 2022 : The Sky Is Everywhere : Lennie

### Télévision

#### Séries télévisées
- 2011 : The Closer : L.A. enquêtes prioritaires : Kayla King
- 2012 : Free Agents : Hannah Taylor
- 2012 : Jessie : Tanya Weston
- 2012–2013 : Deadtime Stories : une petite fille
- 2013–2015 : Les Bio-Teens : Kerry Perry
- 2014 : Bad Teacher : Bronwen (8 épisodes)
- 2014 : 2 Broke Girls : Max jeune (voix)
- 2014–2018 : The Last Ship : Ashley Chandler (14 épisodes)
- 2016 : Normal Street (en) : Tracy Miller
- 2016–2020 : Papa a un plan : Kate Burns (69 épisodes)
- 2023 : The Watchful Eye : Bennet Ayres (8 épisodes)

#### Séries d'animation
- 2011 :  Agent Special OSO : Aubrey (voix)
- 2013 : Minnie's Bow-Toons : Melody Mouse (voix)
- 2013–2016 : Bubulle Guppies : Deema (voix, 39 épisodes)
- 2013–2018 : Clarence : Chelsea / Bree / divers (voix)
- 2014 : Docteur La Peluche : Ramona (voix)
- 2014 : La maison de Mickey : Melody Mouse (voix)
- 2015–2017 : The Mr. Peabody and Sherman Show : Boogaz (voix)
- 2015–2018 : Le petit royaume des Palace Pets : Berry (19 épisodes)
- 2017 : Shimmer et Shine : Imma (voix)
- 2017–2018 : Mickey et ses amis : Top départ ! : Melody Mouse (voix, 3 épisodes)
- 2018 : Les Histoires Toc-Toc de Tic et Tac : Melody Mouse (voix, 2 épisodes)
- 2019–2020 : Où est Charlie ? : Frida / Morna (voix)
- 2021 : Pikwik Pack : Tina (voix)
- 2020–2021 : The Fungies : Holk / Champsa / divers (voix, 16 épisodes)
- 2022 : Baby Boss : Retour au berceau : Mia (voix)
- 2021–2023 : Bienvenue chez les Loud : la fille Jordan (voix)

#### Téléfilms
- 2015 : Table 58 : Jane Bloom
- 2015 : Chevy : Hope

## Jeux vidéo
- 2012 : Call of Duty: Black Ops II : Samantha / divers (voix)
- 2020 : Tell Me Why : Tyler jeune
- 2021 : Psychonauts 2 : Lizzie / divers (voix)

## Distinctions
En 2012, elle reçoit le prix de la meilleure actrice au HollyShorts Film Festival (en). En 2014, elle a remporte le Discovery Award au Traverse City Film Festival.